# Wanda Nanibush
Wanda Nanibush (née en 1976) est une commissaire d'exposition, artiste et éducatrice anishinaabe établie à Toronto, en Ontario. Elle est conservatrice de l'art autochtone au Musée des beaux-arts de l'Ontario et auteure du livre Violence No More: The Rise of Indigenous Women.

## Carrière
Nanibush est membre de la Première nation Beausoleil (en). Elle a obtenu une maîtrise en arts visuels de l'Université de Toronto. Elle a également été conservatrice en résidence à la galerie Justina M. Barnicke. 
Nanibush entretient une relation de longue date avec l’artiste multimédia anishinaabe Rebecca Belmore et a organisé une série d'expositions de son travail, notamment KWE: Photography, Sculpture, Video and Performance by Rebecca Belmore, à la galerie Justina M. Barnicke (2014) et Rebecca Belmore: Braver le monumental (2018), une rétrospective des 30 ans de carrière de Belmore présentée au Musée des beaux-arts de l'Ontario (AGO),. 
Nanibush est une organisatrice communautaire active qui a notamment participé à des manifestations contre la guerre en Irak et le traitement de l'uranium et poursuit un travail de sensibilisation au lien entre le racisme et le manque d'éducation. Elle a également travaillé en tant qu'organisatrice de conférences et d'ateliers destinés à faciliter les efforts en matière d'éducation, dans le cadre du mouvement Idle No More de Toronto. 

### Musée des beaux-arts de l'Ontario
Nanibush a commencé à travailler au Musée des beaux-arts de l'Ontario en 2016 en tant que conservatrice adjointe des arts canadiens et autochtones au sein du Département des arts canadiens. Pour son premier projet de conservatrice à l'AGO, elle a contribué à la présentation de l'exposition Toronto: Tributes + Tributaries, 1971-1989 en adjoignant une version en anishinaabemowin aux  textes interprétatifs en anglais et français, pour souligner que Toronto est un territoire autochtone traditionnel. 
Lors de la restructuration de l'AGO en 2017, au cours de laquelle le Département des arts canadiens a pris le nom de Département des arts autochtones et canadiens, Nanibush a été promue conservatrice de l'art autochtone. À ce titre, Nanibush co-dirige le département avec Georgiana Uhlyarik, conservatrice de l’art canadien. Ensemble, elles ont apporté une série de modifications à l'exposition de la collection d'art autochtone et canadien, donnant par exemple au tableau The Indian Church d'Emily Carr le nouveau titre de Church in Yuquot Village pour rendre hommage au peuple que l'artiste avait admiré tout au long de sa carrière, ou encore positionnant l'Anishinaabe en première ligne des textes interprétatifs du Centre J.S. McLean pour l'art autochtone et canadien, avant l'anglais et le français, en  reconnaissance du fait que les peuples autochtones ont été les premiers occupants de l'actuel Canada. 
Depuis que Nanibush est devenue conservatrice de l'art autochtone à l'AGO, les artistes autochtones constituent près du tiers des artistes qui y sont présentés. Dans un article de 2018 sur les changements en cours dans ce musée et d'autres institutions présentant le travail d'artistes autochtones, le New York Times a qualifié Nanibush d'"une des voix les plus importantes de la culture autochtone dans le monde de l'art nord-américain". 
- Rebecca Belmore: Braver le monumental, organisée par le Musée des beaux-arts de l'Ontario (2018), a circulé au Remai Modern (2019) et au Musée d'art contemporain de Montréal (2019)
- Sovereign Acts II, Galerie d'art Leonard & Bina Ellen de l'Université Concordia (2017) a également été présentée à la Galerie d'art de l'Université de Waterloo (2018)
- The Fifth World, Mendel Art Gallery (2015) a été présentée à la Kitchener-Waterloo Art Gallery (2016)
- KWE: Photography, Sculpture, Video and Performance by Rebecca Belmore, Galerie Justina M. Barnicke (2014)

- Violence No More : The Rise of Indigenous Women, Arbeiter Ring Publishing, 2017, 200 p. (ISBN 978-1-894037-85-3)